# Оливето (Перуђа)
Оливето је насеље у Италији у округу Перуђа, региону Умбрија.
Према процени из 2011. у насељу је живело 1000 становника. Насеље се налази на надморској висини од 401 м.